# Goraj-Zamek
Goraj-Zamek – osada w Polsce położona w województwie wielkopolskim, w powiecie czarnkowsko-trzcianeckim, w gminie Czarnków. Miejscowość wchodzi w skład sołectwa Góra nad Notecią-Pianówka.
Miejscowość leży na jednym ze wzniesień pasma wzgórz morenowych, na skraju Puszczy Noteckiej.

## Historia
W latach 1975–1998 miejscowość należała administracyjnie do województwa pilskiego.
Znana jest z neorenesansowego zamku, zbudowanemu w latach 1908–1912 dla hrabiego Wilhelma Bolka von Hochberga, ówczesnego właściciela majątku Goraj. Zespół pałacowo-parkowy obejmuje także dawne budynki gospodarcze z 2. poł. XIX w. Dzisiejszym gospodarzem majątku jest Zespół Szkół Leśnych (obecnie w zamku znajduje się internat ZSL oraz kilka sal lekcyjnych). W pewnym oddaleniu od głównego zespołu budynków znajduje się pałacowa w formie oficyna, stanowiąca niegdyś pałac gościnny von Hochenbergów (neorenesans, obecnie mieszkania nauczycieli). Cały zespół wpisano do rejestru zabytków.